# Яг
Яг (англ. Yag) — инопланетная раса, придуманная Робертом Говардом. Яг также является планетой, на которой жила раса.

## Ягг-коша
«…тело этого непонятного существа напоминало человеческое, хотя кожа имела зеленоватый оттенок, но непропорционально уродливая голова была совершенно не похожа на голову человека…бросились в глаза широкие вислые уши и гибкий хобот, по обеим сторонам которого торчали большие белые бивни с золотыми шариками на концах…Так вот почему логово Яры называют Башней Слона! — подумал Конан. Действительно, голова идола напоминала голову описанного бродягой-шемитом животного. — Так вот, каков бог Яры! Но если это так, то где же еще быть Сердцу Слона, как не в этой статуе?» — Конан, не отрывая глаза от идола, шагнул вперед. И вдруг он увидел, как веки на глазах уродца шевельнулись. Киммериец замер. — «Это не статуя — это живое существо!…»— Роберт Говард, Башня Слона
Существо представляется Йогахом, или Яг-коша (Yag-Kosha), инопланетянином с планеты Яг, и рассказывает Конану как, восстав против несправедливости властей планеты, некоторые из них покинули родину и стали скитаться в поисках нового дома. Так они прибыли на Землю и остались на ней, наблюдая, как изменяется на протяжении миллионов лет облик планеты. Улететь они уже не могли, так как по приземлении на планету они лишились крыльев. В конце концов Йогах остался последним в своём роде и жил в джунглях Кхитая (Khitai), где ему поклонялись как доброму божеству, пока в ученики к нему не был принят Яра, который обманом пленил его, ослепил и заставил служить себе.
Рассказ Йогаха тесно переплетается с эссе Роберта Говарда «Хайборийская эра». В том же контексте гуманоид с головой слона рассказывает о том, как зарождалась жизнь на Земле, как появились первые разумные расы, последней из которых был человек. Далее он рассказывает о возвышении и крахе цивилизаций людей. О том, как, некогда могущественная Атлантида была низвергнута в океан и как оставшиеся в живых атланты деградировали, превратившись в обезьян, а потом вновь эволюционировали в людей, назвав свой народ киммерийцами.

## Раса Яг
Предпосылкой для создания персонажа Тэвис Клайд Смит считал взгляды Говарда о том, что любая форма жизни священна. Сам Говард увлекался восточной философией, в его рассказах много сюжетов о переселении душ и других восточных мотивов. Это передалось ему от отца — врача и преподавателя йоги Айзека Говарда. Само по себе имя Йогах (Yogah) на санскрите означает «просвещённый» или «мистический», создавая персонажа, Говард явно опирался на это. Внешность же и нрав Йогаха скопированы с индийского бога Ганеши. При создании сюжетов и персонажей к своим рассказам Роберт Говард часто брал сюжеты из мифологии. Так случилось и с персонажем из «Башни Слона». В мифе о Ганеше отец Шива отрубает ему голову, но затем вместо неё даёт сыну голову слона. В рассказе Говард поменял Шиву на колдуна Яру, а голову — на глаза, которые вырвал Яра, дабы подчинить Йогаха.
Яг внешне похож на существо Чаугнар Фаугн из рассказа «Ужас с холмов» Френка Белнэпа Лонга, которого называют богом слонов. Учитывая, что «Ужас с холмов» вышел на два года раньше, чем «Башня Слона», можно предположить, что Говард взял за прототип Яг-коша Чагнар Фауна. Однако, если для людей Чагнар представляет опасность, то Яги, наоборот, доброжелательны.

## Планета Яг
Планета Яг упоминается Говардом в двух произведениях: «Алая цитадель» и «Башня Слона».
В «Алой цитадели», Конан попав в подземелье, находит колдуна Пелиаса, частично замурованного в дереве Йитха, семена которого некогда были перенесены с планеты Яг. В следующем после «Алой цитадели» рассказе «Башня Слона» Говард уже даёт более детальное освещение планеты. Вполне возможно, на эту планету попадает Исау Каирн, герой романа Роберта Говарда «Альмарик». В пользу этого говорят ряд фактов. Господствующая на Альмарике раса гарпиеподобных существ зовётся Яга. Царица народа яга Ясмина, спрашивая Исау, каким образом он попал на Альмарик, далее рассказывает о существах, которые могут преодолевать космические расстояния, что перекликается с расой Йогаха.
Яг созвучен лавкрафтовской планете Юггот, а Яг-кошу похож на Йита. Сходство ещё и в том, что Лавкрафт помещает Юггот на краю Солнечной системы, Говард — на краю Вселенной. Раса Яг схожа с Йит Лавкрафта, обе они прибыли на Землю миллионы лет назад и наблюдали за эволюцией планеты. Вполне возможно, Роберт Говард опирался на названия, придуманные его другом Лавкрафтом.

## Видеоигры
- Hyborian adventures: Rise of godslayer — сюжет игры тесно связан с Яг-коша, которого из милосердия некогда убил Конан. Одна из сект в Кхитае называется Дети Яг-Коша[9], её члены поклоняются своему мёртвому божеству[10][11].
- По мотивам рассказа «Башня Слона» компанией Tradewest была создана игра Tower of the Elephant[12] в жанре Action/Adventure для платформ iPad, iPhone и iPod touch.

## Экранизация
Вторая серия сериала «Конан» называется «Сердце слона» и основана на рассказе Роберта Говарда.

## Справочная литература
- We Boys Together: Teenagers in Love Before Girl-craziness, страница 69, Jeffery P. Dennis, Vanderbilt University Press, 2007, ISBN 0826515576, 9780826515575
- Статья Yag-kosha the Elephant Man, Crypt of Cthulhu, #3 Candlemas 1982, Роберт Прайс[7][8]
- Статья Mysteries of the Pre-Cataclysmic Age, REHUPA #157, Dale Rippke[1]
- Статья The Tower of the Elephant, The Dark Man: The Journal of Robert E. Howard Studies, #5 Winter 2001, Gary Romeo[14]